# Camille-Chamoun-Stadion
Das Camille-Chamoun-Stadion (arabisch ملعب المدينة الرياضية) ist ein Fußballstadion mit Leichtathletikanlage in der libanesischen Hauptstadt Beirut. Es wurde nach Camille Chamoun benannt. Dieser war von 1952 bis 1958 Präsident des Libanon und christlicher Führer während des libanesischen Bürgerkriegs. Der Fußballverein Al Nejmeh bestreitet hier seine Heimspiele. Es ist das Nationalstadion und Spielstätte der libanesischen Fußballnationalmannschaft.

## Geschichte
Das Stadion fasst 48.837 Zuschauer und ist die größte Spielstätte des Landes. Das Eröffnungsspiel fand 1957 zwischen der libanesischen Fußballnationalmannschaft und der rumänischen Vereinsmannschaft Petrolul Ploiești (1:0) statt. Für die Panarabischen Spiele 1997 wurde die Sportstätte umfangreich für 100 Mio. US-Dollar modernisiert. Zwei Jahre später wurden im Nationalstadion die Leichtathletik-Arabienmeisterschaften 1999 ausgetragen.
Das Stadion war Austragungsort von zwölf Begegnungen der Fußball-Asienmeisterschaft 2000, darunter das Spiel um Platz 3 und das Endspiel. Im November 2008 fand das Finalrückspiel des AFC Cups zwischen Safa SC Beirut und dem bahrainischen Muharraq Club statt. 2009 richtete die Hauptstadt die Spiele der Frankophonie unter anderem im Camille-Chamoun-Stadion aus.
Am 23. Februar 2025 fand die Staatsbegräbniszeremonie für Haschem Safi al-Din und Hassan Nasrallahs im Camille-Chamoun-Stadion statt, bei der im und um das Stadion schätzungsweise 1,3 bis 1,7 Millionen Menschen teilnahmen.

## Spiele der Fußball-Asienmeisterschaft 2000 im Camille-Chamoun-Stadion

### Gruppenspiele
- 12. Okt. 2000, Gruppe A:  Libanon –  Iran 0:4 (0:1)
- 15. Okt. 2000, Gruppe A:  Iran –  Thailand 1:1 (0:1)
- 15. Okt. 2000, Gruppe A:  Irak –  Libanon 2:2 (2:1)
- 18. Okt. 2000, Gruppe A:  Thailand –  Libanon 1:1 (0:0)
- 19. Okt. 2000, Gruppe B:  Indien –  Südkorea 0:3 (0:1)
- 20. Okt. 2000, Gruppe C:  Japan –  Katar 1:1 (0:1)

### Finalrunde
- 24. Okt: 2000, Viertelfinale:  Japan –  Irak 4:1 (3:1)
- 24. Okt: 2000, Viertelfinale:  Kuwait –  Saudi-Arabien 2:3 n. G.G. (2:2, 0:0)
- 26. Okt: 2000, Halbfinale:  Japan –  China 3:2 (1:1)
- 26. Okt: 2000, Halbfinale:  Saudi-Arabien –  Südkorea 2:1 (0:0)
- 29. Okt: 2000, Spiel um Platz 3:  Südkorea –  China 1:0 (0:0)
- 29. Okt: 2000, Endspiel:  Japan –  Saudi-Arabien 1:0 (1:0)